# Mao Kobayashi
Mao Kobayashi (小林 真鷹 Kobayashi Mao?), född 13 juli 1999 i Tokyo prefektur, är en japansk fotbollsspelare.
Kobayashi började sin karriär 2016 i FC Tokyo.